# 統万城

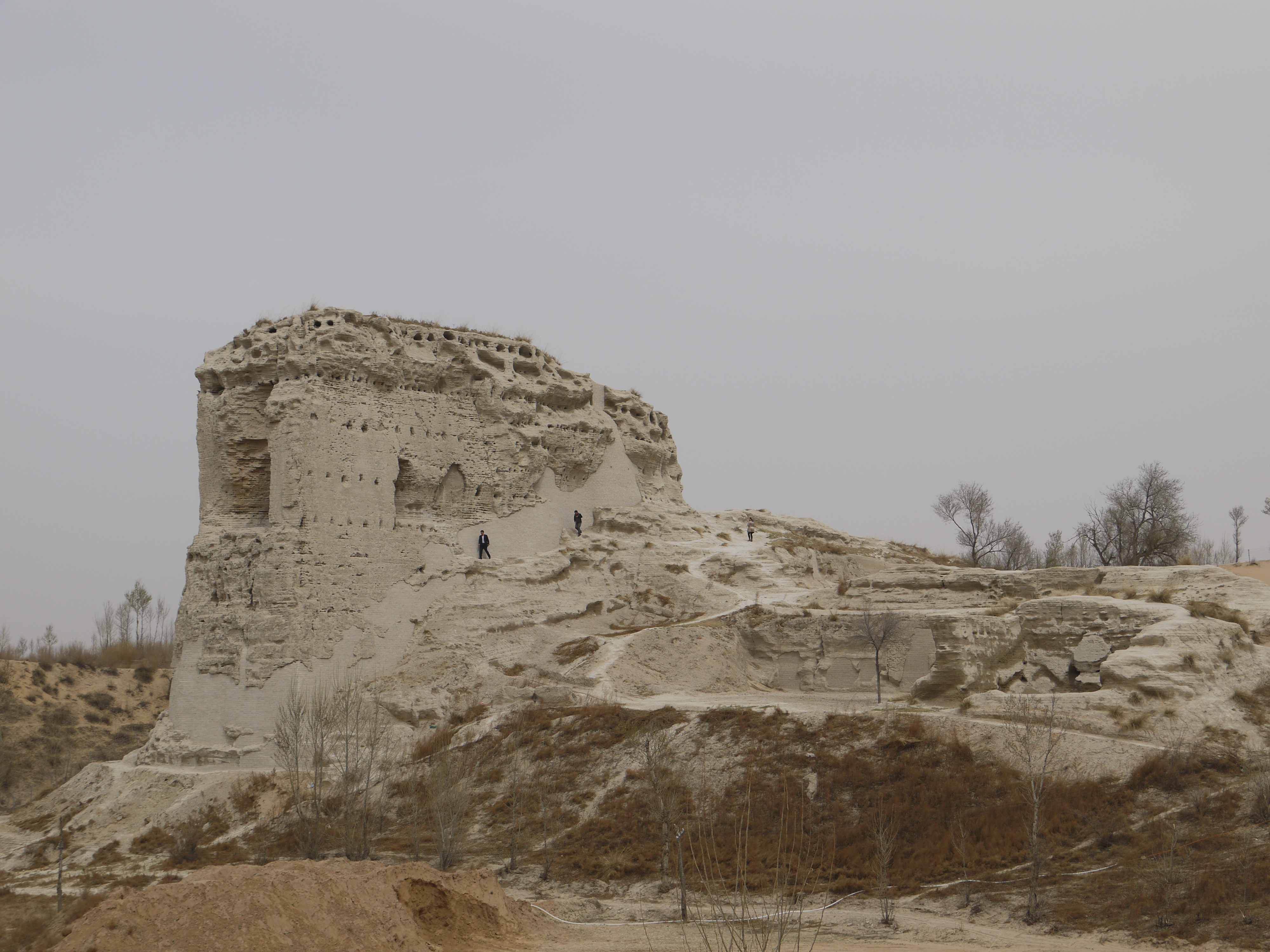
統万城遺跡

統万城（とうまんじょう、繁: 統萬城、簡: 统万城）は、五胡十六国時代末期の夏が413年から427年まで首都とした都市である。現在の陝西省楡林市靖辺県に存在した。

## 歴史
夏の創建者である赫連勃勃は407年6月に後秦から自立して夏を建国し、後秦や南涼を攻めて勢力を拡大した。この勢力拡大を背景にして413年に五胡や漢族10万人を動員して奢延水（現在の無定河）上流北岸の地に統万城を築城した。統万城はオルドス砂漠南縁路上に築かれて隴東方面への進出やオルドス支配の中心の要衝の地として重要視された。赫連勃勃はここを起点にして関中や隴東進出に利用し、後秦が東晋の劉裕により滅ぼされ、劉裕が江南に帰国すると長安を守っていた劉裕の子の劉義真を破って長安を占領している。この際に群臣から進められて皇帝に即位した赫連勃勃であったが、遷都に関しては「長安は歴代皇帝の都所であるが、東晋に対しては良く四方が塞がれた要害の地であるが、統万からわずか数百里しか離れておらず、長安に遷都したら統万が北魏に攻められて守れない。だが朕が統万にいれば北魏は黄河をわたって攻めてくることはない」と述べて受け入れなかったという。
ちなみに統万の名の由来は、夏を中心にして南の朝宋門（南朝宋）・東の招魏門（北魏）・西の服涼門（北涼）・北の平朔門（柔然）を平らげて中国全土を統一して万国に君臨するという赫連勃勃の意気込みを表したものである（実際には北涼を従属させるに留まった）。
夏は425年8月に赫連勃勃が死去すると急速に衰退し、426年10月には北魏の太武帝の攻撃を受け始めた。当初は赫連勃勃の子の赫連昌が統万で防いだが、427年6月に太武帝率いる3万の北魏軍により陥落し、夏は統万城を失って上邽に逃れた。
統万城は北魏の都の平城への通過地点だったため、東西交流において重用な地位を保った。北魏は当初、統万城を軍鎮とし、この地域を軍政支配下に置いた。487年、孝文帝は民政移管してここを夏州の治所とした。北魏の後も、西魏・北周・隋・唐と夏州城として受け継がれた。しかし、北宋の時代、タングート族の西夏が勢力を伸ばすと、宋はこの地を放棄した。そして西夏がモンゴル帝国に滅ぼされて以後、夏州城は完全に放棄され、砂に埋もれることになった。

## 遺構
統万城の遺構は現在、城壁が残っており白っぽくなっている。また赫連勃勃は統万城を建築するにあたって堅牢を旨とし、土と粘土と石灰を混ぜて作った城壁に錐を刺して硬さを調べ、錐が一寸でも刺されば工人を殺して死体を埋め込んだと伝わり、現在でもそのために遺構の一部が城壁として残り、城全体が白く、地元では白城子と呼ばれ、その村も白城子村といわれている。